# Studio DAMÚZA
Studio DAMÚZA působí na divadelní scéně již od roku 1999. Bylo spjato se stejnojmenným prostorem ve středověkém sklepení domu Řetězová 10 na Starém Městě.
V červnu 2004 o tento prostor DAMÚZA přišla a chvíli hledala svoji tvář mimo jiné jako stálý host divadla Na Zábradlí.
V současné době se pod značkou DAMÚZA skrývá produkční a producentská jednotka akčních umělců, kteří nechtějí zapadat do běžného divadelního provozu, nýbrž chtějí objevovat, provokovat, zkoumat.
Od počátku se studio orientovalo především na ambiciózní projekty studentů a čerstvých absolventů DAMU.
Současná dramaturgie má tři pilíře:
- Podpora objevných a neotřelých projektů pro náročného, divadelně vzdělaného diváka hledajícího něco nového. Inscenace se vyznačují propojováním žánrů alternativního, výtvarným a loutkovým divadla, hudby a tance.
- Tvorba drobných loutkových pohádek vyznačující se precizním provedením, minimálním obsazením, autorským přístupem k loutkám a výtvarné stránce představení a důrazem na poselství silného příběhu to vše v úzké spolupráci s Katedrou alternativního a loutkového divadla DAMU.
- Nejkomplexnějším projektem je Putovní Dětské Hřiště (PDH). Volnočasový program, který propojuje umění, hru a vzdělávání. Koncept putovního dětského hřiště nabízí množství interaktivních atrakcí/stanovišť/objektů a tematické workshopy. Vše je spojeno do takzvané divadelní bojovky.

## Projekty
Studio DAMÚZA je pořadatelem festivalu VyšeHrátky.